# Сеничкин, Юрий Анатольевич
Ю́рий Анато́льевич Се́ничкин (род. 3 ноября 1957, Москва, СССР) — советский футболист, полузащитник.

## Карьера
Воспитанник московского «Торпедо», первый тренер — Николай Николаевич Сенюков. В 1976—1979 годах выступал в дубле «автозаводцев». В 1980—1981 годах защищал цвета «Кубани», в составе которой дебютировал в Высшей лиге СССР, где провёл 25 матчей. В 1981 году перешёл в калининскую «Волгу». В 1985 году завершил карьеру в тамбовском «Спартаке».